# Лепешко, Евфимий Игнатьевич
Евфи́мий Игна́тьевич Лепе́шко (1867—?) — крестьянин, депутат Государственной думы II созыва от Гродненской губернии.

## Биография
По национальности белорус. Крестьянин деревни Великая Весь Толочманской волости Волковысcкого уезда Гродненской губернии. Имел низшее образование. Занимался земледелием на участке в 3 десятины. В момент выборов в Думу оставался внепартийным.
6 февраля 1907 года избран в Государственную думу II созыва съезда уполномоченных от волостей Гродненской губернии. В Думе первоначально оставался  беспартийным, позднее вошёл в состав фракции умеренно-правых. Состоял в Аграрной комиссии.
Дальнейшая судьба и дата смерти неизвестны.

### Архивы
- Российский государственный исторический архив. Фонд 1278. Опись 1 (2-й созыв). Дело 239.